# MelOn Music Awards
Les MelOn Music Awards, abrégé MMA, est l'une des principales cérémonies de remise de prix de l'industrie musicale sud-coréenne. La cérémonie est connue pour être l'une des plus représentatives car elle décerne ses prix en se basant principalement sur les données numériques de MelOn, plateforme de streaming la plus utilisée de Corée du Sud, mais aussi de votes en ligne et d'évaluations d'un panel de juges.
Entre 2005 et 2008, les gagnants étaient annoncés uniquement en ligne. La première édition de cérémonie de remise des prix s'est tenue au Olympic Hall à Séoul le 16 décembre 2009. 

## Grands Prix

### Artiste de l'année
| Année | Gagnant           |
| ----- | ----------------- |
| 2005  | TVXQ              |
| 2006  | Shinhwa           |
| 2007  | Shin Hye-sung     |
| 2008  | TVXQ              |
| 2009  | Girls' Generation |
| 2010  | Girls' Generation |
| 2011  | Beast             |
| 2012  | Beast             |
| 2013  | SHINee            |
| 2014  | IU                |
| 2015  | Big Bang          |
| 2016  | EXO               |
| 2017  | EXO               |
| 2018  | BTS               |
| 2019  | BTS               |
| 2020  | BTS               |
| 2021  | IU                |
| 2022  | Lim Young-woong   |
| 2023  | NewJeans          |
| 2024  | aespa             |

### Album de l'année
| Année | Gagnant         | Album                                            |
| ----- | --------------- | ------------------------------------------------ |
| 2005  | SG Wannabe      | As I Live                                        |
| 2006  | Kim Jong-kook   | Fourth Letter                                    |
| 2007  | —               | —                                                |
| 2008  | —               | —                                                |
| 2009  | G-Dragon        | Heartbreaker                                     |
| 2010  | 2NE1            | To Anyone                                        |
| 2011  | 2NE1            | The 2nd Mini Album                               |
| 2012  | Busker Busker   | Busker Busker 1st Album                          |
| 2013  | Busker Busker   | Busker Busker 2nd Album                          |
| 2014  | g.o.d.          | Chapter 8                                        |
| 2015  | EXO             | EXODUS                                           |
| 2016  | BTS             | The Most Beautiful Moment in Life: Young Forever |
| 2017  | IU              | Palette                                          |
| 2018  | BTS             | Love Yourself: Tear                              |
| 2019  | BTS             | Map Of The Soul: Persona                         |
| 2020  | BTS             | Map of the Soul: 7                               |
| 2021  | IU              | Lilac                                            |
| 2022  | Lim Young-woong | Im Hero                                          |
| 2023  | IVE             | I've IVE                                         |
| 2024  | aespa           | Armageddon                                       |

### Chanson de l'année
| Année | Gagnant           | Titre                          |
| ----- | ----------------- | ------------------------------ |
| 2005  | Epik High         | Fly                            |
| 2006  | Baek Ji-young     | I Won't Love                   |
| 2007  | Wonder Girls      | Tell Me                        |
| 2008  | Wonder Girls      | So Hot                         |
| 2009  | Girls' Generation | Gee                            |
| 2010  | 2AM               | Can't Let You Go Even If I Die |
| 2011  | IU                | Good Day                       |
| 2012  | Psy               | Gangnam Style                  |
| 2013  | EXO               | Growl                          |
| 2014  | Taeyang           | Eyes, Nose, Lips               |
| 2015  | Big Bang          | Bang Bang Bang                 |
| 2016  | Twice             | Cheer Up                       |
| 2017  | BTS               | Spring Day                     |
| 2018  | iKON              | Love Scenario                  |
| 2019  | BTS               | Boy With Luv                   |
| 2020  | BTS               | Dynamite                       |
| 2021  | BTS               | Butter                         |
| 2022  | IVE               | Love Dive                      |
| 2023  | NewJeans          | Ditto                          |
| 2024  | aespa             | Supernova                      |

### Record de l'année
Cette récompense est remis par les juges à l'artiste qui a réalisé une performance remarquable lors de l'année.
| Année | Gagnant   |
| ----- | --------- |
| 2018  | Wanna One |
| 2019  | BTS       |
| 2020  | —         |
| 2021  | aespa     |
| 2022  | BTS       |
| 2023  | NCT Dream |
| 2024  | (G)I-dle  |

## Récompense principale

### Top 10 artistes(Bonsang)
Cette récompense est remis aux dix artistes musicaux ayant marqué l'année qui vient de s'écouler.
| Année | Gagnants     | Gagnants          | Gagnants | Gagnants    | Gagnants   | Gagnants   | Gagnants     | Gagnants        | Gagnants         | Gagnants    |
| ----- | ------------ | ----------------- | -------- | ----------- | ---------- | ---------- | ------------ | --------------- | ---------------- | ----------- |
| 2009  | 2PM          | Girls' Generation | Kara     | K.Will      | G-Dragon   | 8eight     | Super Junior | 2NE1            | Brown Eyed Girls | Davichi     |
| 2010  | 2PM          | Girls' Generation | 2AM      | IU          | DJ DOC     | CNBLUE     | Lee Seung-gi | 2NE1            | T-ara            | 4Men        |
| 2011  | f(x)         | Secret            | Beast    | IU          | Big Bang   | Sistar     | Super Junior | 2NE1            | Leessang         | Lena Park   |
| 2012  | Psy          | Busker Busker     | Beast    | IU          | Big Bang   | Sistar     | Infinite     | 2NE1            | T-ara            | Huh Gak     |
| 2013  | Shinee       | Busker Busker     | Beast    | IU          | G-Dragon   | Sistar     | Exo          | Ailee           | Dynamic Duo      | Davichi     |
| 2014  | g.o.d        | Winner            | Beast    | IU          | Taeyang    | Sistar     | Exo          | 2NE1            | Girl's Day       | AKMU        |
| 2015  | Shinee       | Girls' Generation | Hyukoh   | Apink       | Big Bang   | Sistar     | Exo          | San E           | Zion.T           | Toy         |
| 2016  | Bewhy        | Taeyeon           | BTS      | GFriend     | Mamamoo    | Zico       | Exo          | Twice           | Red Velvet       | AKMU        |
| 2017  | Heize        | Winner            | BTS      | IU          | Big Bang   | Wanna One  | Exo          | Twice           | Red Velvet       | BOL4        |
| 2018  | iKON         | BtoB              | BTS      | Apink       | Mamamoo    | Wanna One  | Exo          | Twice           | Blackpink        | BOL4        |
| 2019  | Heize        | Taeyeon           | BTS      | Chungha     | Mamamoo    | MC the Max | Exo          | Jannabi         | Jang Beom-june   | BOL4        |
| 2020  | Kim Ho-joong | Iz*One            | BTS      | IU          | Oh My Girl | Zico       | Baekhyun     | Lim Young-woong | Blackpink        | Baek Ye-rin |
| 2021  | Heize        | Lee Mu-jin        | BTS      | IU          | aespa      | Lil Boi    | NCT Dream    | Lim Young-woong | Ash Island       | AKMU        |
| 2022  | IVE          | NewJeans          | BTS      | IU          | MeloMance  | (G)I-dle   | NCT Dream    | Lim Young-woong | Be'O             | Seventeen   |
| 2023  | IVE          | NewJeans          | BTS      | Le Sserafim | aespa      | (G)I-dle   | NCT Dream    | Lim Young-woong | Jungkook         | Seventeen   |
| 2024  | TWS          | NewJeans          | Plave    | IU          | aespa      | (G)I-dle   | Riize        | Day6            | Jungkook         | Seventeen   |

### Millions Top 10 Award
Cette récompense est remis aux dix albums ayant marqué l'année et ayant reçu au moins 1 million de streams en 24 heures sur MelOn.
| Année | Gagnants         | Gagnants             | Gagnants               | Gagnants                 | Gagnants           | Gagnants          | Gagnants         | Gagnants                    | Gagnants          | Gagnants        |
| ----- | ---------------- | -------------------- | ---------------------- | ------------------------ | ------------------ | ----------------- | ---------------- | --------------------------- | ----------------- | --------------- |
| 2023  | I've IVE (IVE)   | Get Up (NewJeans)    | Second Wind (BSS)      | Unforgiven (Le Sserafim) | My World (aespa)   | I Feel ((G)I-dle) | ISTJ (NCT Dream) | Do or Die (Lim Young-woong) | Seven (Jungkook)  | FML (Seventeen) |
| 2024  | Ive Switch (IVE) | How Sweet (NewJeans) | Asterum: 134-1 (Plave) | The Winning (IU)         | Armageddon (aespa) | Riizing (Riize)   | Band Aid (Day6)  | Warmth (Lim Young-woong)    | Golden (Jungkook) | To. X (Taeyeon) |

## Récompenses secondaires

### Meilleur nouvel artiste
| Année | Gagnants     | Gagnants     |
| ----- | ------------ | ------------ |
| 2005  | —            | Ivy          |
| 2006  | Super Junior | —            |
| 2007  | —            | Wonder Girls |
| 2008  | SHINee       | —            |
| 2009  | 2NE1         | —            |
| 2010  | CNBLUE       | —            |
| 2011  | Huh Gak      | —            |
| 2012  | B.A.P        | Ailee        |
| 2013  | BTS          | Lim Kim      |
| 2014  | Winner       | —            |
| 2015  | iKON         | GFriend      |
| 2016  | —            | Blackpink    |
| 2017  | Wanna One    | —            |
| 2018  | The Boyz     | (G)I-dle     |
| 2019  | TXT          | Itzy         |
| 2020  | Cravity      | Weeekly      |
| 2021  | Lee Mujin    | aespa        |
| 2022  | NewJeans     | IVE          |
| 2023  | Zerobaseone  | Riize        |
| 2024  | TWS          | Illit        |

### Meilleur artiste
| Année | Groupe    | Groupe   | Soliste         | Soliste      |
| Année | Masculin  | Féminin  | Masculin        | Féminin      |
| ----- | --------- | -------- | --------------- | ------------ |
| 2021  | BTS       | aespa    | Lim Young-woong | IU           |
| 2022  | BTS       | IVE      | Lim Young-woong | IU           |
| 2023  | NCT Dream | NewJeans | Jungkook        | Lee Young-ji |
| 2024  | Riize     | aespa    | Jungkook        | IU           |

### Sources
- (en) Cet article est partiellement ou en totalité issu de l’article de Wikipédia en anglais intitulé « MelOn Music Awards » (voir la liste des auteurs).